# Danzas antiguas
La danza es la ejecución de movimientos que se realizan con el cuerpo, principalmente con los brazos y las piernas y que van acorde a la música que se desee bailar. Dicho baile tiene una duración  no especificada que va desde  segundos, minutos, e incluso hasta horas y puede ser de carácter artístico, de entretenimiento o religioso. De igual manera, es también una forma de expresar nuestros sentimientos y emociones a través de gestos finos, armoniosos y coordinados. El baile, en muchos casos, también es una forma de comunicación, ya que se usa el lenguaje no verbal. Es una de las pocas artes donde nosotros mismos somos el material y punto de atención. Es un arte bello, expresivo y emocionante en muchos aspectos, tanto para los que disfrutan con su contemplación (público), como para los que bailan en ese momento (bailarín) y al ser ameno, (en la mayoría de los casos) puede disfrutarse por toda la gente, aunque en algunas ocasiones, el apreciar un tipo de baile en específico, dependerá tanto de la audiencia, como del bailarín. Es importante destacar, que la danza es una de las bellas artes más simbólicas, ya que, principalmente. se acentúa la necesidad de transmitir emociones y comunicar un mensaje a la audiencia desde el de la danza
El hombre se ha manifestado a través de las artes desde su aparición en la Tierra. Así nos llegan desde tiempos remotos sus creaciones, y de su mano, sus costumbres, su vida, y su historia. La danza no es ajena a este fenómeno, pues ha formado parte de la historia de la Humanidad desde tiempos inmemoriales y es de las artes que a través del tiempo ha sido un exponente importante para humanidad, utilizándose para diversos fines, como artísticos, de entretenimiento, culturales, religiosos, 

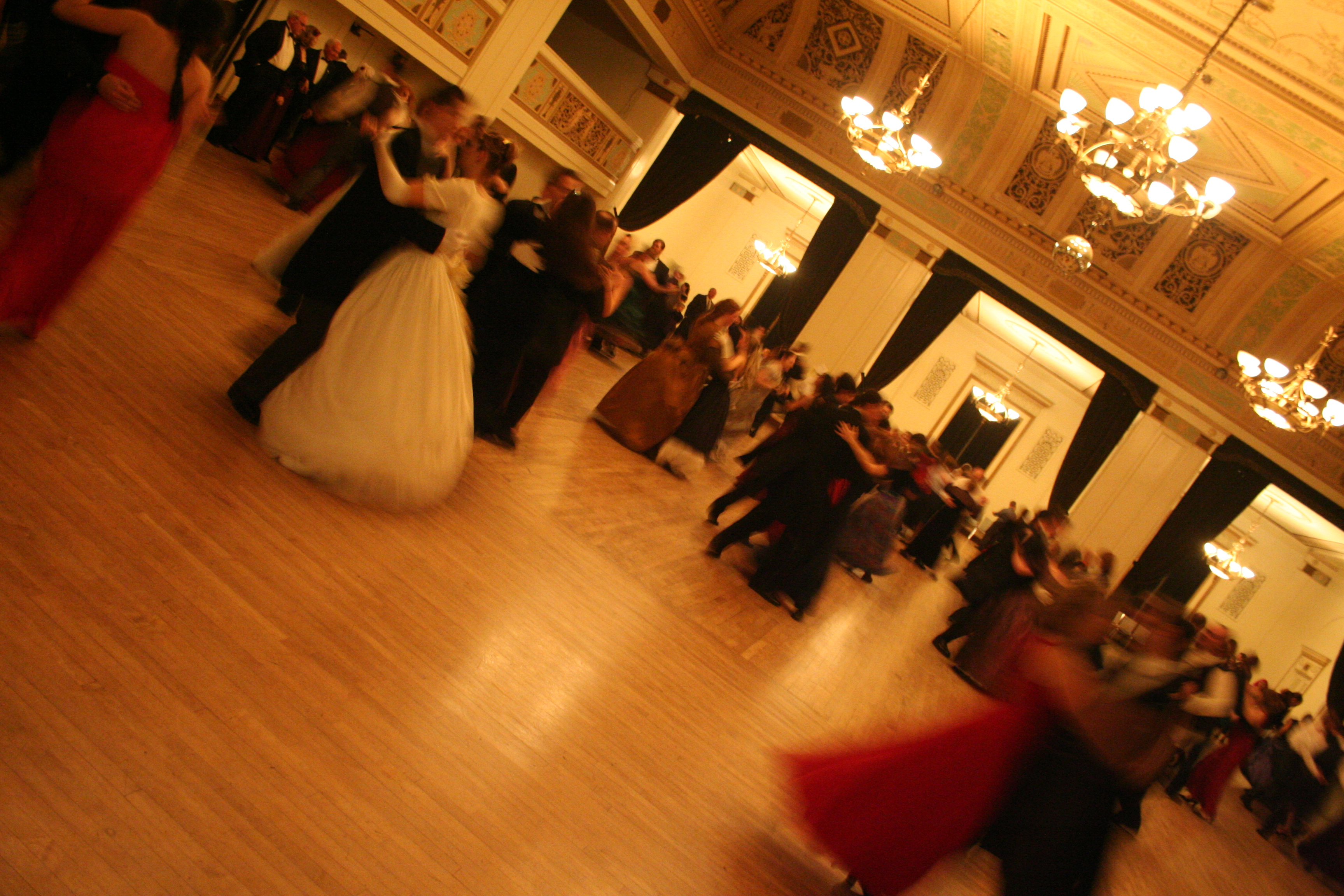
Victorian ballroom dances at the Gaskell Ball.

Las danzas antiguas (o históricas) en un término colectivo que abarca una amplia variedad de tipos de danza, que se bailaban desde el pasado hasta el presente.
Los bailes desde principios del siglo XX pueden ser recreados precisamente, ya que se conservan en la memoria y en películas y grabaciones en vídeo. Sin embargo, las danzas antiguas deben de ser reconstruidas a partir de pruebas como notaciones y manuales de danza que han sobrevivido hasta el presente. Las danzas antiguas, además de bailadas por placer, se interpretan como de una investigación histórica.
Se debe precisar que en la tradición europea existió una diferenciación importante entre el término danza y el término baile. Esto se fundamentó en criterios tanto sociales como morales de la época. El término danza se utilizaba para aquellas prácticas dignas de la aristocracia, tenían un diseño de coreografía con movimientos controlados y estilizados,, como lo señala el «Diccionario de autoridades»: la danza era un "baile serio". Por otro lado, el baile era relacionado con las clases bajas, generalmente por su movimientos más libres, considerados deshonestos y hasta lascivos. Jusepe Antonio González de Salas autor de la época lo señala de la siguiente manera:
"Cabe mencionar una distinción entre danza y baile. Así, la primera es un género más antiguo, según Ateneo, en el que sólo se usan los pies y en el que los movimientos suelen ser más "mesurados y graves". Por el contrario, en los bailes se usan pies y manos y los movimientos son más libres o desmedidos”
El artículo recoge a continuación la mayoría de las danzas sociales de Europa oriental.

## Categorías de danza antiguas o históricas

### Danza mondie
Se conocen muy pocas danzas. No obstante, se saben los nombres de algunas de las danzas musicales y la literatura superviviente, como:
- Carol | Ductia | Estampie | [] | Trotto

La farándula también es presentada con frecuencia como una danza medieval, basándose en la iconografía existente.

### Danza renacentista
Los primeros manuales supervivientes de danza provienen del Renacimiento, que incluyen ejemplos de Guglielmo Ebreo da Pesaro, Fabritio Caroso y Thoinot Arbeau. Estos nos permiten reconstruir las danzas con un mayor grado de certeza. Hay que tener en cuenta el gran número de danzas de origen español, lo que refleja la influencia cultural de los que dominan el poder en esa época. Algunos tipos de danza renacentista son:
- Alemanda | Baja danza | Branle | Canario | Courante | Dompe | Gallarda | Lavolta (variación de la gallarda) | Danza Morris | Pavana | Zarabanda | Spagnoletta | Turdión (gallarda rápida).

### Danza barroca
En el barroco John Playford publicó «The Dancing Master», que, junto con publicaciones similares, ofrece un gran repertorio de danzas del barroco inglés. Aparte de las danzas de ese país, el más documentado estilo de danza barroca se desarrolló en la corte francesa durante el siglo XVII. El término «danza barroca» se utiliza a menudo para referirse específicamente a este estilo francés, que refleja el poder dominante de la época. Algunos tipos de danza barroca son:
- Bourrée | Canario | Chacona | Courante | Entrée grave | Forlana | Gavota | Giga | Hornpipe | Loure | Minueto | Musette | Pasacalle | Paspié | Rigodón | Zarabanda | Tambourin.

### Danza en la época de la regencia inglesa (1811-1820)
Pasada la Revolución francesa, la moda de las mujeres disfruta de un muy breve período de sensibilidad. Las prendas de vestir tienden a ser muy vistosas y sin restricciones, lo que fomenta las danzas con saltos y giros, y mucho dulzor
- Contradanza | Regency dance | Polonesa | Quadrille | Scotch Reel

### Danza a mitad del siglo XIX
Comenzando con la gran moda internacional de la polca de 1845, cualquiera podía bailar. Las mujeres llevan faldas de aro, y los bailes de vueltas ayudan a mantener las faldas fuera del camino.
- Polca Schottische | Two-step | Vals

### Danza a finales del siglo XIX hasta la I Guerra Mundial
Los mismos bailes de mediados de siglo todavía se bailaban a finales de siglo, pero por menos personas y con menos entusiasmo. Los maestros de danza, en un vano intento de mantener su lugar en la sociedad y en la economía, inventan danzas de mayor y mayor complejidad. El bustle sustituye al hoop, lo que requiere algunos cambios en el estilo de baile. Al tiempo, la música de ragtime comienza su infiltración.
- Cakewalk | Krarak | Mazurca | Racket | Redowa | Vals

### Danza en la era del Ragtime
Vernon e Irene Castle aportaron un aire de respetabilidad a los bailes de pareja, y fue posiblemente el momento de locura por el baile más grande en los EE. UU. A finales de la I Guerra Mundial estas personas eran vistas como anticuadas.
- Foxtrot | Maxixe | One-step | Tango | Vals

### Danza en los años 1920
Son los felices años veinte. Por primera vez, hay una clase de niños que no tienen que ir a trabajar de inmediato para apoyar a la familia. Es una época de danzas muy enérgicas realizadas por la generación más joven.
- Black Bottom | Charleston | Foxtrot | Shag | Vals

### Danza en los años 1930 y 1940
En estos años, más que nunca, la sociedad blanca adopta cada vez más danzas de la sociedad negra: la música de swing y la música de baile son la moda.
- Big Apple | Foxtrot | Lindy Hop | Swing | Vals | Tap.